# Wydawnictwo Diecezji Tarnowskiej Biblos
Wydawnictwo Diecezji Tarnowskiej Biblos – polskie katolickie wydawnictwo książkowe należące do diecezji tarnowskiej.
Zostało założone przez bp. Józefa Życińskiego pod koniec 1990 roku. W 2021 dyrektorem wydawnictwa został ks. Bartosz Chęciek.
Wydawnictwo współpracowało z Ośrodkiem Badań Interdyscyplinarnych w Krakowie. Wydawało książki ks. prof. Michała Hellera, publikację Pisownia słownictwa religijnego, modlitewniki, serie duszpasterskie oraz poezję.